# Сатыбалдиев, Абилмаж
Абилмаж Сатыбалдиев (каз. Әбілмәж Сатыбалдиев, 1908 год, Аулиеатинский уезд) — дата и место смерти неизвестны) — колхозник, звеньевой колхоза «Бельбасар», Герой Социалистического Труда (1948).

## Биография
Родился в 1908 году (ныне — Шуский район Жамбылской области, Казахстан).
В 1934 году вступил в колхоз «Бельбасар» Джамбулской области. Первоначально работал рядовым колхозником. В 1937 году был назначен звеньевым свекловодческого звена.
В 1947 году свекловодческое звено под руководством Абилмажа Сатыбалдиева собрало с участка площадью 60 гектаров по 337 центнеров сахарной свеклы и с участка площадью 8 гектаров было собрано по 807 центнеров сахарной свеклы. За этот доблестный труд он был удостоен в 1948 году звания Героя Социалистического Труда.

## Награды
- Герой Социалистического Труда (1948)
- Орден Ленина (1948)
- Медаль «За доблестный труд в Великой Отечественной войне 1941—1945 гг.» (1945);